# Spider-Man (TV-serie, 1967)
Spider-Man är en animerad TV-serie som ursprungligen sändes 9 september 1967-14 juni 1970. Den samproducerades av Kanada (röster) och USA (animering) och var den första animerad adaptionen av serietidningsfiguren Spider-Man, skapad av Stan Lee och Steve Ditko. Den sändes ursprungligen i ABC i USA, från tredje säsongen i syndikering. Grantray-Lawrence Animation producerade säsong 1. Säsong 2 och 3 producerades av Ralph Bakshi i New York City.  Serien har fått kultstatus, under titeln 60's Spider-Man. 

## Rollfigurer i urval
- Paul Soles – Peter Parker/Spider-Man, Vulture (andre röstläsare)
- Peg Dixon – Betty Brant, Miss Trubble
- Bernard Cowan – Narrator, Dr. Matto Magneto, Plutonian Leader (även dialogregissör)
- Paul Kligman – J. Jonah Jameson
- Tom Harvey – Scorpion, Dr. Banas
- Len Carlson – Green Goblin, Parafino, Stan Patterson/Human Fly, Bolton, Captain Ned Stacy